# Yumbel
Yumbel – miasto w Chile, w regionie Biobío, w prowincji Biobío.